# RCA Dome
Le RCA Dome (auparavant Hoosier Dome) était un stade couvert de football américain situé à côté du Indiana Convention Center dans le centre-ville d'Indianapolis, en Indiana.
De 1984 à 2007, ce fut le domicile des Colts d'Indianapolis, une franchise de football américain évoluant en National Football League dans la Division Sud de la American Football Conference. Le RCA Dome avait une capacité de 57 890 places assises avec 104 suites de luxe et 4 532 sièges de club.

## Histoire
Depuis 1953, les Baltimore Colts jouaient dans le vétuste Memorial Stadium (47 855 places) de Baltimore qu'ils ont partagé avec les Orioles de Baltimore de la Ligue majeure de baseball. Lors de la saison NFL de 1984, ils ont été délocalisés à Indianapolis pour devenir les Colts d'Indianapolis. Avant la décision des Colts de déménager à Indianapolis, le stade était déjà en construction. La ville avait décidé de construire le stade en raison de son adaptabilité à s'accommoder à une variété d'événements, y compris le football américain.
Les travaux du Hoosier Dome commencèrent le 27 mai 1982 et il fut inauguré le 3 mai 1984. Le premier match des Colts d'Indianapolis au Hoosier Dome était le 2 septembre 1984. Le stade faisait partie, avec le Indiana Convention Center, d'un vaste projet de $82 millions de dollars au cœur de la ville d'Indianapolis. Le coût de construction du stade était de $77,5 millions de dollars. Le RCA Dome est très semblable au Hubert H. Humphrey Metrodome de Minneapolis, il n'a pas été construit principalement pour le football américain, mais pour des conventions et des expositions commerciales. Avant sa démolition, le stade pouvait asseoir 57 890 personnes lors d'une partie de football américain. Des modifications avaient été apportées en 2001 afin d'élargir les suites et d'ajouter des sièges de club. Auparavant, la capacité maximum pour le football était de 60 272 places. En 1994, le stade fut retitré car Radio Corporation of America (RCA) a payé $10 millions de dollars pour acheter les droits d'appellation du Hoosier Dome pendant 10 années, depuis il se nomme RCA Dome.
Autre que le stade des Colts d'Indianapolis, le RCA Dome accueillait des concerts, de grands banquets, des assemblées religieuses, et divers événements sportifs comme le Final Four basket-ball NCAA, le Championnat du monde de basket masculin 2002, le NBA All-Star Game 1985 en février 1985 puis des combats de catch comme le WWE WrestleMania VIII, le 5 avril 1992. Le 21 janvier 2007, les Colts ont gagné la finale AFC face aux Patriots de la Nouvelle-Angleterre, 38 à 34 et ce fut la première fois que le dôme accueillie une finale AFC. Le record de fréquentation pour un seul événement a été de 67 596 spectateurs lorsque l'équipe olympique des États-Unis de basket-ball affronta les All-Stars de la National Basketball Association le 9 juillet 1984.
En 2008, les Colts d'Indianapolis déménagent tout près dans le nouveau Lucas Oil Stadium.
Le RCA Dome est réduit en miettes par implosion le samedi 20 décembre 2008 à 9:36 du matin,, pour un coût de $3,500,000. Une équipe de démolition avait placé 875 charges explosives à l'intérieur de l'édifice âgé de 24 ans. L'espace libéré par la démolition du stade servira à agrandir le centre des congrès de la ville (Indiana Convention Center).

## Dôme
Le dôme se composait de fibre de verre revêtu de teflon et pesait 257 tonnes. Il était supporté par la pression atmosphérique à l'intérieur du bâtiment. Le plafond avait une hauteur de 58 mètres de haut, bien que la taille variait de 1,5 mètre car les matériaux se contractaient selon le temps.
Le 24 septembre 2008, le toit est dégonflé afin de préparer la démolition du bâtiment.Le 20 décembre 2008,le bâtiment est démoli.

## Événements
- Bands of America Grand National Championship, 1984 à 1986 et 1989 à 2007
- Indiana High School Athletic Association (Football State Finals), 1984 à 2007
- Indiana State School Music Association (Band State Finals), 1984 à 2007
- NBA All-Star Game 1985, 10 février 1985
- Final Four basket-ball NCAA, 1991, 1997, 2000 et 2006
- WrestleMania VIII, 5 avril 1992
- Championnat du monde de basket masculin 2002
- Final Four basket-ball NCAA féminin, 3 et 5 avril 2005
- American Football Conference Championship Game, 21 janvier 2007

## Galerie

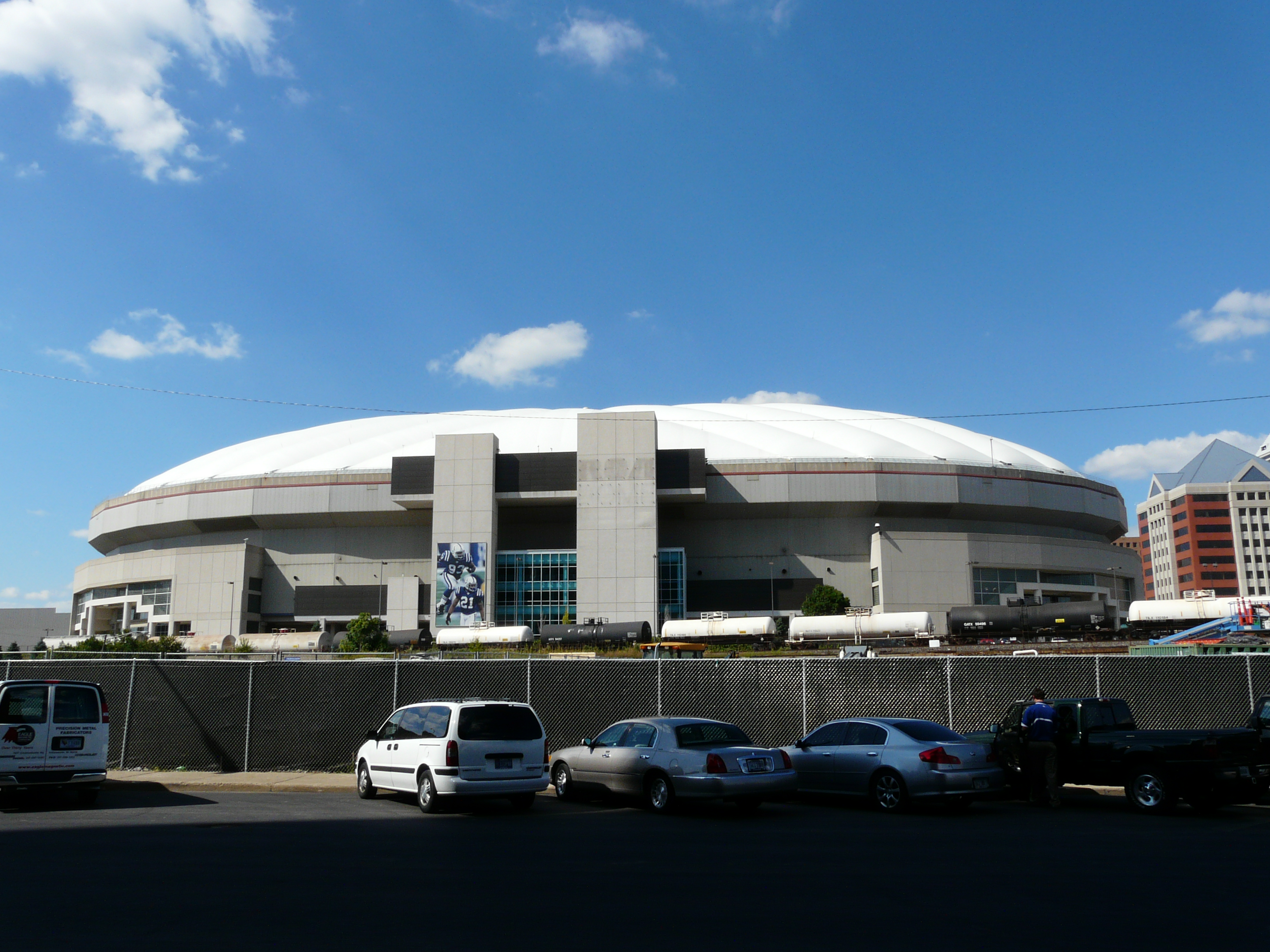
Vue extérieure
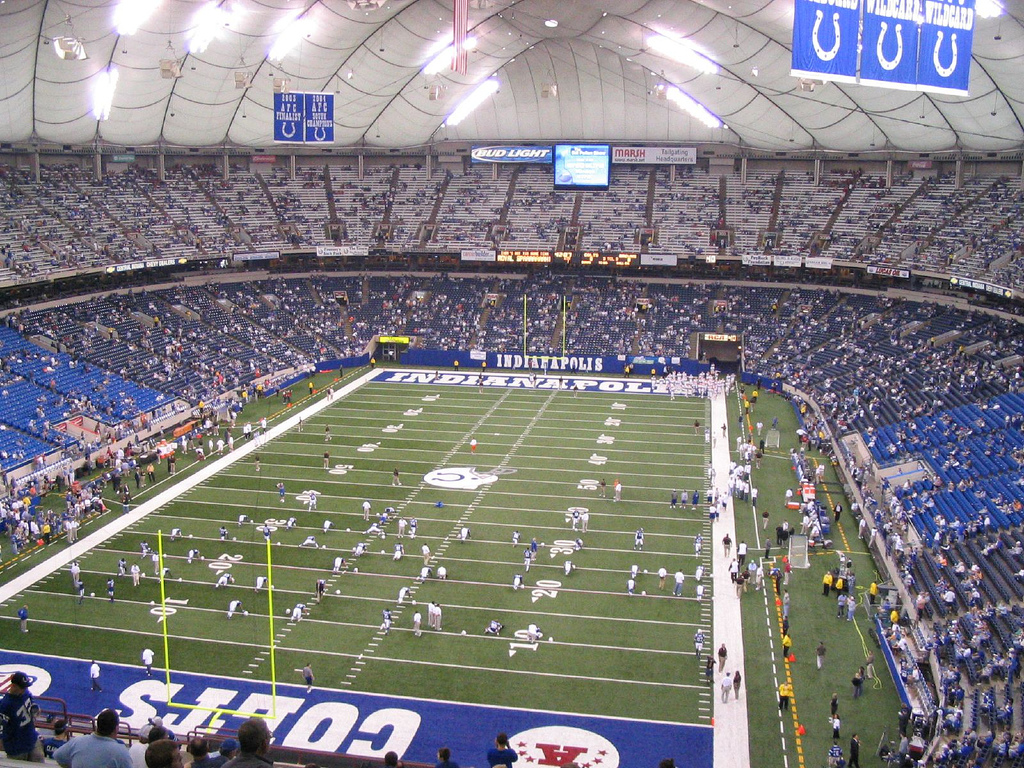
Vue intérieure
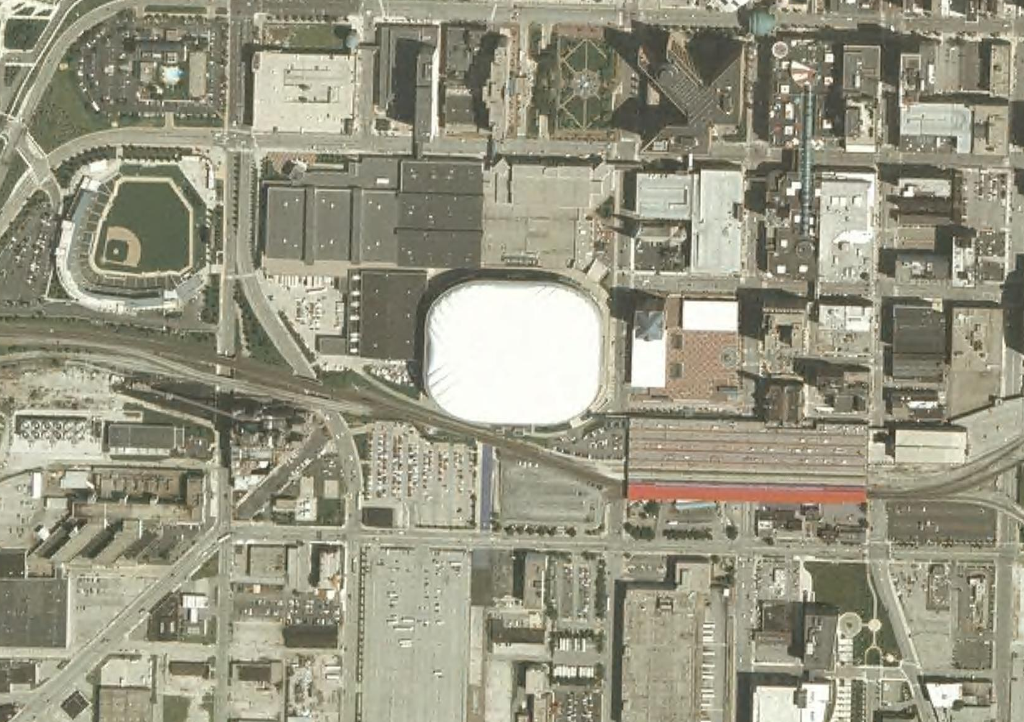
Image satellite